# Osterhusen
Osterhusen is een dorp in de Duitse gemeente Hinte in de deelstaat Nedersaksen.

## Geschiedenis
Het dorp komt al voor in de tiende eeuw als Ostrahusun. In 1611 werd hier het  akkoord van Osterhusen gesloten waarbij graaf Enno III van Oost-Friesland onder druk van de Staten-Generaal vrede sloot met zijn opstandige onderdanen.
Sinds 1972 is Osterhusen deel van de gemeente Hinte.

## Geboren

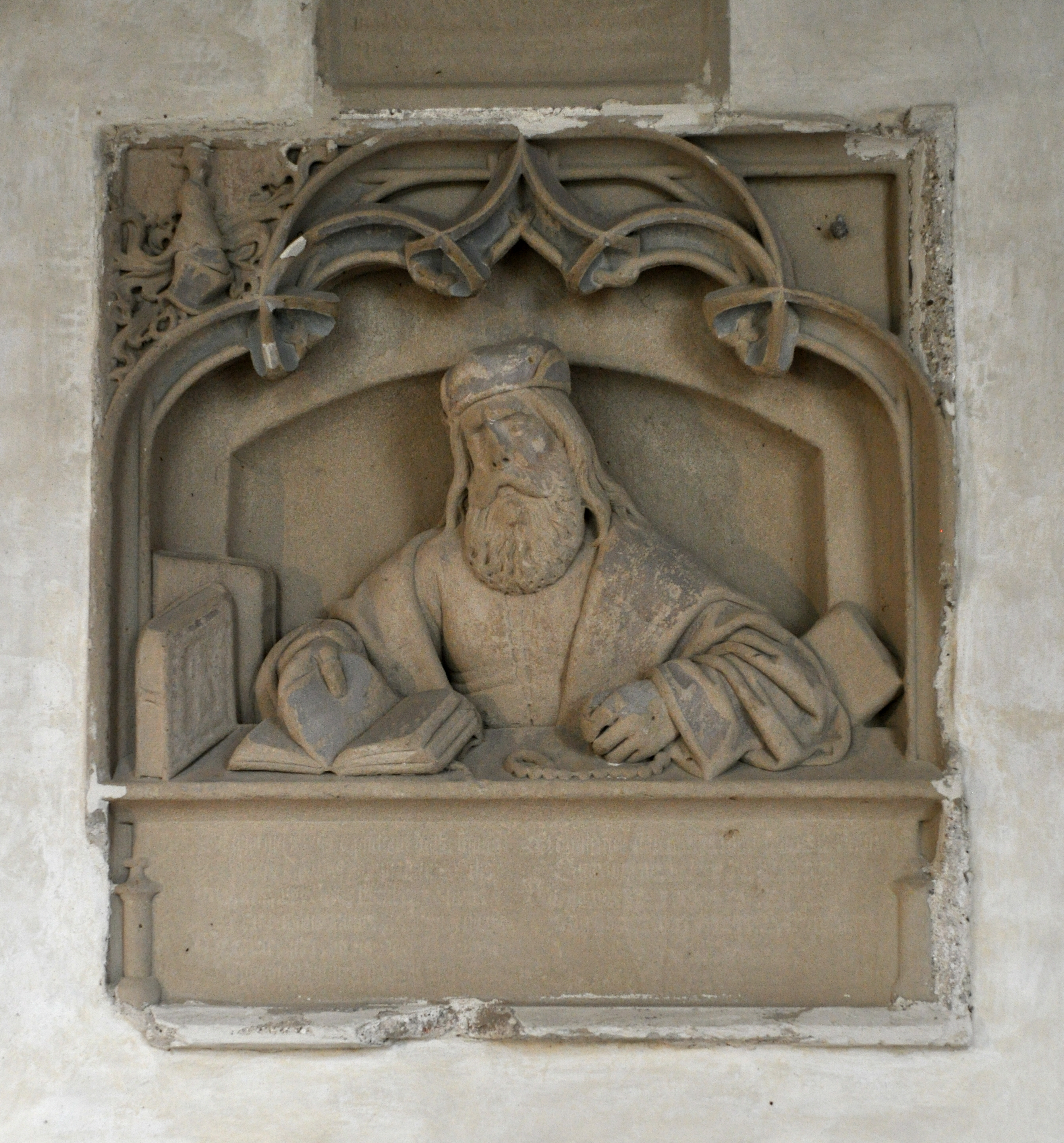
Grafsteen Adolph Otto in de kruisgang van de Dom te Augsburg

Osterhusen is de geboorteplaats van Adolph Occo, ook wel Adolf Occo I. of Adolph Occo I. genoemd. (* 1446 of 1447; † 24 juli 1503 in Augsburg). Deze was een humanist en arts. Hij was een vriend van Rudolf Agricola, en was lijfarts, o.a. van 1488-1491 van keurvorst Filips van de Palts.